# Sulaiman al-Ulwan

Sulaiman al-Ulwan

Sulaimān ibn Nāsir ibn ʿAbdallāh al-ʿUlwān (arabisch سليمان بن ناصر بن عبد الله العلوان, DMG Sulaimān b. Nāṣir b. ʿAbd Allāh al-ʿUlwān; * 1969 in Buraida, Saudi-Arabien) ist ein sunnitischer Prediger und Theoretiker des militanten Dschihad. Von 2004 bis 2012 befand er sich wegen Unterstützung der al-Qaida in saudischer Haft.

## Biografie
Al-Ulwan kam 1969 in Buraida als vierter von neun Söhnen zur Welt. Er begann mit 14 Jahren die Schule zu besuchen, absolvierte die Grundschule und brach die Oberschule nach 15 Tagen ab. Danach lernte er mittelalterliche Klassiker der islamischen Theologie auswendig und besuchte die Unterrichtszirkel verschiedener islamischer Gelehrter. Er heiratete 1989 und hat drei Söhne.
Als Prediger erwarb er sich einen Ruf in den konservativen Kreisen Saudi-Arabiens. Noch in den 1980er Jahren verteilte er Flugblätter, die Hafiz-Feiern zur ketzerischen Neuerung erklärten (bid'a), und wurde mit anderen deshalb 18 Tage in Riad inhaftiert. Al-Ulwan war anfangs gegen Salmān al-ʿAuda und die Sahwa-Bewegung (as-Sahwa al-islamiyya, „islamisches Erwachen“), näherte sich jedoch 1993 diesen an. Staatlicherseits wurde ihm das Predigen in Moscheen 1997 untersagt, trotz zahlreicher Interventionen zu seinen Gunsten von prominenter Seite, unter anderem von Abd al-Aziz ibn Baz. In Medina arbeitete al-Ulwan mit dschihadistischen Geistlichen wie Hamud ash-Shu'aibi, Naser bin Hamad al-Fahd und Ali al-Chudair zusammen. In einem islamischen Rechtsgutachten (Fatwa) erklärte er im Jahr 2000 Selbstmordanschläge gegen Juden für erlaubt. In seinen Schriften befasst er sich intensiv mit der Teilnahme am Dschihad, da er der Überzeugung ist, die islamische Welt werde von Kreuzfahrern unter zionistischer Führung angegriffen. Er rechtfertigte außerdem die Zerstörung der Buddha-Statuen von Bamiyan durch die Taliban im März 2001.
Al-Ulwans Moschee in der Provinz Qasim gilt unter moderaten Islamgelehrten als „Terroristenfabrik“. Dort soll er unter anderen Abdulaziz al-Omari unterrichtet haben, ein späterer Selbstmordattentäter bei den Terroranschlägen vom 11. September 2001. Nach dem 11. September erließ al-Ulwan zwei bemerkenswerte Fatwa (21. September 2001 und 19. Oktober 2001), worin er jede Unterstützung der Amerikaner in Afghanistan verbot, solche Unterstützer zu Ungläubigen erklärte (takfir) und alle Muslime dazu aufrief, den Afghanen und Taliban mit allen Mitteln zu helfen, einschließlich des militanten Dschihad. Diese Unterstützung wurde auch Osama bin Laden übermittelt. Im Januar 2002 lobte er gemeinsam mit Hamud ash-Shu'aibi und Ali al-Chudair in einem Brief den Talibanführer Mullah Omar und bezeichnete ihn als den „Befehlshaber der Gläubigen“.
Im März 2002 wurde al-Ulwan zusammen mit anderen radikalen Predigern unter Gefängnisandrohung vom saudischen Innenministerium gewarnt, keine Erklärungen für die ausländische Presse, religiöse Gutachten oder religiösen Unterricht mehr zu erteilen. Am 31. März 2003, 11 Tage nach Beginn des Irakkriegs, veröffentlichte al-Ulwan einen offenen Brief, in dem er das irakische Volk dazu aufrief, gegen die westlichen Besatzer Widerstand zu leisten und sie mit Selbstmordattentaten zu besiegen. Al-Ulwan war ein Schwager von Yusuf al-Ayiri, einem Anführer der al-Qaida auf der Arabischen Halbinsel, welcher nach den Bombenanschlägen in Riad im Mai 2003 bei einem Schusswechsel starb. Im April 2004 wurde al-Ulwan wegen Unterstützung der al-Qaida verhaftet.
Al-Ulwan wurde am 5. Dezember 2012 nach 9 Jahren Haft ohne Verhandlung aus dem Gefängnis entlassen.